# عواطف السلمان
عواطف السلمان (ولدت سنة 1952) هي ممثلة عراقية.
وُلدت في البصرة، تعد من الفنانات المتميزات من جيل السبعينات خطت أولى خطواتها الفنية على ضفاف شط العرب في مدينة البصرة الفيحاء لتشد الرحال بعدها إلى بغداد. دخلت عالم الفن عام 1974 في مدينة البصرة من خلال عمل مسرحي بعنوان (السور)، ومسرحية (النهضة) من إخراج عباس الحربي. شاركت في خمسة أفلام سينمائية من أبرزها فيلم (مئة على مئة) من إخراج خيرية منصور وفيلم (زمن الحب) من إخراج كارلو هارتيون وفيلم (غير صالح) من إخراج عدي رشيد.

## أعمالها
- - 
    - الكادود
    - 2022 - مسلسل

  - 
    - قصص لجابر
    - 2020 - مسلسل

  - 
    - بغداد في خيالي
    - 2019 - فيلم

  - 
    - هوى بغداد
    - 2019 - مسلسل

  - 
    - ضياع في حفر الباطن
    - 2012 - مسلسل

  - 
    - طريق نعيمة
    - 2012 - مسلسل

  - 
    - سبع خوات ج1
    - 2008 - مسلسل
    - (مشاركه الجزء الثاني)

  - 
    - سنوات النار
    - 2008 - مسلسل

  - 
    - أمطار النار
    - 2007 - مسلسل

  - 
    - حب في القرية
    - 2007 - مسلسل

  - 
    - الرحيل
    - 2004 - مسلسل

  - 
    - الأصمعي
    - 2003 - مسلسل
    - (زينب)

  - 
    - حب وحرب (ج1)
    - 2003 - مسلسل

  - 
    - قناديل
    - 2001 - مسلسل

  - 
    - القلم والمحنة
    - 2000 - مسلسل

  - 
    - شقة مقابل شقة
    - 1999 - مسلسل

  - 
    - عشاق
    - 1999 - مسلسل

  - 
    - عالم الست وهيبة
    - 1998 - مسلسل

  - 
    - كبرياء وهوى
    - 1998 - مسلسل
    - (خيلاء)

  - 
    - الذخائر
    - 1997 - مسلسل

  - 
    - غرباء
    - 1997 - مسلسل

  - 
    - مضت مع الريح
    - 1997 - مسلسل

  - 
    - وداعا أيها الحب
    - 1997 - مسلسل

  - 
    - ذئاب الليل ج2
    - 1996 - مسلسل

  - 
    - رجال الظل
    - 1996 - مسلسل

  - 
    - أب للبيع أو للإيجار
    - 1995 - مسرحية

  - 
    - أمنيات النساء
    - 1995 - مسلسل

  - 
    - شيء من الحب والكبرياء
    - 1995 - مسلسل

  - 
    - صفر زائد صفر ناقص
    - 1995 - مسلسل

  - 
    - 100%
    - 1993 - فيلم

  - 
    - عزيزة
    - 1993 - مسلسل

  - 
    - قطر الندى والسنافر السبعة
    - 1993 - مسرحية

  - 
    - أصايل
    - 1992 - مسلسل

  - 
    - القلب في مكان آخر
    - 1992 - مسلسل

  - 
    - إنها أمريكا
    - 1990 - مسرحية

  - 
    - زمن الحب
    - 1990 - فيلم

  - 
    - ليلة خروج بشر بن الحارث حافياً
    - 1990 - مسرحية

  - 
    - مملكة النحل
    - 1990 - مسرحية

  - 
    - الأماني الضالة
    - 1989 - مسلسل

  - 
    - عريس ولكن
    - 1989 - فيلم

  - 
    - الحب والفأر والكمبيوتر
    - 1987 - تمثيلية

  - 
    - ودار الزمن
    - 1987 - مسلسل

  - 
    - دائما نحب
    - 1985 - مسلسل

  - 
    - من يعطني الشمس
    - 1985 - تمثيلية

  - 
    - ناس وناس
    - 1985 - مسرحية

  - 
    - الشعاع
    - 1980 - مسلسل

  - 
    - فتاة في العشرين
    - 1979 - مسلسل

  - 
    - جنوح العاطفة
    - 1978 - مسلسل